# ПКИЦ у Великом Градишту
Просторно културно-историјске целина (ПКИЦ) у Великом Градишту обухвата Трг Бориса Кидрича, Парк, улицу Маршала Тита и Трг Младена Милорадовића које представљају непокретно културно добро.
У смислу трајања простора, који је кроз време стално насељен људима, континуитет постојања Великог Градишта може се пратити све до доба античког Pincum-а, римског каструма и насеља које се налазило на ушћу реке Пек у Дунав. У временским слојевима који ће уследити, на западном ободу простора који је обухватао антички Pincum, током средњег и новог века развијало се словенско насеље, данашње Велико Градиште.

## Просторна целина
Осовину развоја и просторни носач урбане матрице Старе Чаршије, која представља нуклеус прогреса Великог Градишта, чини историјски наслеђена комуникација, данашња Улица Кнеза Лазара. Овом линијом од виталног значаја за варош, која се пружа правцем југозапад-североисток, повезана су два, за економију некадашњег Градишта, кључна пункта. На североистоку, у непосредној близини Дунава и пристаништа на њему, налазио се велики Житни трг на коме се трговало житарицама, а на југозападу Марвени трг, данас Трг М. Милорадовића, на коме се одвијала трговина сточним фондом. 
Крајем прве половине 19. века, услед процвата трговине и наглог економског развоја до кога је дошло захваљујући повољном геостратешком положају, Велико Градиште као погранично место, добија улогу значајног пословног центра и велике извозне луке. У том периоду, 1841. године, Франц Јанке израђује први урбанистички план Великог Градишта – „План старе и нове чаршије”. Крајем друге половине 19. века, на простору који се налазио између две пијаце, у данашњој Улици Кнеза Лазара, завршен је процес формирања тадашње „Старе Чаршије”, као трговачко-пословног средишта вароши. Са обе стране улице, која сада има улогу просторног носача нове урбане матрице, у систему збијених парцела правилног поретка, подигнути су улични низови пословних и стамбено-пословних објеката. 
За разлику од Старе Чаршије, која је кроз време задржала своју просторну структуру и намену, услед убрзаног развоја и изградње нових објеката, Марвени и Житни трг пролазе кроз процес урбане трансформације. Тако, некадашње пијаце у пуном смислу те речи сада постају сложене урбане структуре стамбено-пословног карактера (Марвени трг) и управно-административног (Житни трг). Тако се на Житном тргу подижу објекти капиталних вредности за Градиште тога времена. На месту на коме се некада налазила Стара црква, 1852. године гради се нова црква Св. архађела Гаврила. Недуго затим, у другој половини 19. и почетком 20. века, подижу су објекти Среског начелства, основне школе, гимназије, „Старог биоскопа“, апотеке (Задужбина Саве Ж. Обрадовића), кућа породице Стојадиновић и недалеко од трга, скоро на самој обали Дунава, зграда Царинарнице.
Ове три, по својој природи и суштини, међусобно различите урбане структуре, Трг М. Милорадовића, Улица Кнеза Лазара и Житни трг, у просторном смислу и данас стоје у односу истог реда, при чему је истовремено остварена и пуна равнотежа између урбаних структура различитих садржаја и архитектонских вредности, као односа вишег реда.